# Taxilejeunea marasmodes
Taxilejeunea marasmodes là một loài Rêu trong họ Lejeuneaceae. Loài này được (Spruce) Steph. mô tả khoa học đầu tiên năm 1914.